# Clooster (Adelsgeschlecht)

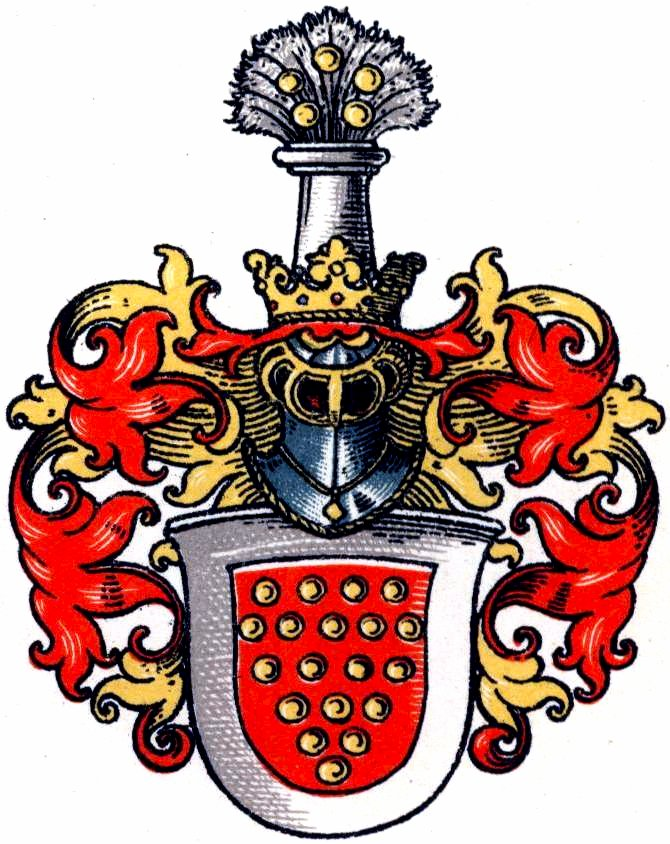
Wappen derer von Clooster

Clooster (auch: Closter oder Freiherr von Dornum)  bzw. niederländisch van den Clooster ist der Name eines niederländisch-ostfriesischen Adelsgeschlechts.
Die hier betrachtete Familie ist von den westfälischen Herren von Closter zu unterscheiden.

## Geschichte
Die Familie kam im 15. Jahrhundert aus der Provinz Drenthe in den Niederlanden, wo sie bis in das 17. Jahrhundert De Havixhorst besaßen, nach Ostfriesland. In Ostfriesland gehörte das Geschlecht zum landsässigen Adel und besaß ab 1678 u. a. das Gut Langhaus in der Westermarsch. Lebensmittelpunkt der Familie, die in den Freiherrenstand erhoben wurde, war jedoch Emden. Ferner besaß die Familie die Herrschaft Dornum (urkundl. 1698–1720) mit der Norderburg. Das Geschlecht stellte mehrere Präsidenten der Ostfriesischen Landschaft und mehrere Drosten zu Emden.
Die Familie erlosch im Mannesstamm mit dem Tod von Gerhard Philipp von Closter († 1848).

## Persönlichkeiten
- Ernst Moritz von Closter (1755–1815), 1788–1806 Präsident der Ostfriesischen Landschaft
- Gerhard Philipp von Closter (1771–1848), preußischer Oberst
- Gerhard Sigismund von Closter (1717–1776), Drost in Emden, 1749–1776 Präsident der Ostfriesischen Landschaft
- Haro Joachim von Closter, Freiherr von Dornum, 1700–1707 Präsident der Ostfriesischen Landschaft, 1709 fürstlich-anhalt-zerbstscher Staatsrat, Landdrost und Präsident zu Jever
- Haro Moritz von Closter, 1648 Präsident der Ostfriesischen Landschaft
- Jan Sigmund von Closter, 1696 Präsident der Ostfriesischen Landschaft

## Wappen
Blasonierung: Ein silbern bordierter, roter Schild mit neunzehn (4:5:4:3:2.1) goldenen Kugeln. Auf dem gekrönten Helm eine silberne Säule mit einem silbernen Wedel, der mit 5 goldenen Kugeln belegt ist. Die Helmdecken sind rot-golden.
Leopold von Ledebur und Ernst Heinrich Kneschke berichten dagegen von vierzehn (4:5:4:1) Kugeln.
Es besteht eine Wappenverwandtschaft zu den Grafen von Bentheim, die nach Anton Fahne auf eine Abstammung von diesen schließen lässt.